# Novo Planalto
Novo Planalto é um município brasileiro do estado de Goiás sua população em 2024 era de 3 723.

## História
Novo Planalto teve início no final da década de 1950, a partir de um grupo pioneiro de cinco irmãos baianos, oriundos da construção de Brasília, devido ao trabalho com caminhões, sendo eles prestadores de serviço chegaram a última cidade do então médio norte goiano Porangatu e seguiram pela rodovia GO-244. Ao chegarem em um planalto tranquilo resolveram montar acampamento. O nome Novo Planalto surgiu em alusão a Brasília e ao planalto central, sendo município de Porangatu, posteriormente município de São Miguel do Araguaia e conseguindo sua emancipação em 1989.[carece de fontes?]
O Novo Município recebe o nome de Novo Planalto através da Lei nº 2.415 de 1º de janeiro de 1988. Teve a 1º eleição realizada no dia 16 de abril 1989, sendo seu primeiro administrador o Sr. Roberto Rodrigues dos Santos e como Vice o Sr. João Gonçalves da Cruz, que administrou até dezembro do ano de 1992. Como 1ª dama, Irene Cornélio dos Santos. Tiveram muita dificuldade em administrar, apesar de ter uma boa renda, não havia prédio para as instalações dos órgãos públicos e tudo foi encaminhado lentamente. 
Terminando o mandato, teve como sucessor o Sr. Manoel Missias Pereira Barros e como Vice o Sr. Abílio Fernandes Rodrigues que deu continuidade na administração. A primeira dama Vanice Maria de Fátima Pereira Barros. Sua administração foi de 1993 a dezembro1996. 
Na terceira eleição foi reeleito o Sr. Roberto Rodrigues dos Santos e como Vice Otacílio Vieira Machado. Sendo administrado de 1997 a dezembro de 2000. Em 1999, devido a um afastamento por cassação do Prefeito Roberto Rodrigues dos Santos, o seu vice-prefeito, Otacílio Vieira Machado, assumiu então a prefeitura como prefeito, por durante 10 (dez) meses. 
Administrado então na quarta eleição pelo Sr. Eusenilton Amador da Cruz e o Vice Sr. Abílio Fernandes Rodrigues. Sua gestão foi de 2001 a dezembro de 2004. E como 1ª dama, Ruth André Machado. Na quinta eleição, portanto, tivemos como gestor do município o Sr. Odair Justino de Sousa e seu Vice Manoel Missias Pereira Barros, que gestou por 4 anos até dezembro de 2008. A sexta eleição, Odair Justino de Sousa foi reeleito tendo como Vice o Sr. Tiel Dias de Melo. E por mais 4 anos foi prefeito desta cidade, gestando de 2009 a dezembro de 2012. E como sua primeira dama, Andréia Dias Rodrigues. 
A sétima eleição, portanto,  foi eleito, Sr.  Davi José de Sousa, e seu Vice Ronaldo Nazaré de Araújo. A primeira dama, Sandra Oliveira de Sousa. Sendo gestada de 2013 a dezembro de 2016 e tendo Davi José de Souza sido reeleito em 2016 e cumprindo o segundo mandato até 2020. 
A nona eleição, foi eleito o Sr. Eudes Araújo, cumprindo seu mandado de 2021 a 2024, tendo sido reeleito na décima eleição, com mandato de 2025 a 2028.

## Geografia
Novo Planalto possui uma área de 1.242,964 km² e sua população estimada em 2019 foi de 4.495 habitantes.

### Hidrografia
- Rio Pintado (sudeste)
- Ribeirão Escuro (centro)
- Córrego Infusão (oeste)

## Esporte

### Futebol
O futebol planaltense acontece através do Campeonato Municipal de Futebol de Novo Planalto. O principal clube de futebol é o Novo Planalto Esporte Clube que representa a cidade no Campeonato do Norte Goiano de Futebol.